# Rabenholz
Rabenholz település Németországban, Schleswig-Holstein tartományban. Lakosainak száma 277 fő (2023. december 31.). Rabenholz Kappeln, Stoltebüll, Stangheck, Gelting és Hasselberg községekkel határos.

## Népesség
A település népességének változása:
| Lakosok száma | 250  | 269  | 288  | 282  | 280  | 280  | 281  | 277  |
|               | 1975 | 2013 | 2014 | 2017 | 2019 | 2021 | 2022 | 2023 |